# Maria Lidka
Maria Lidka   (Berlín, 27 de maig de 1914 - Londres, 12 de desembre de 2013) va ser una violinista i professora de violí alemanya.

## Família
Era la més jove de les tres filles de l'advocat Ernst Liedtke, que treballava al tribunal superior, i de la seva dona Emmy, nata Fahsel. Una de les seves germanes grans es va convertir en fotògrafa i l'altra en actriu. Aquesta última es va casar com a comtessa Ursula von Plettenberg amb la noblesa de Westfàlia.
A la casa dels seus pares, a l'oest de la ciutat, era decisiu un ambient musical. Marianne va rebre una subscripció al concert del seu pare, perquè posteriorment pogués experimentar la Filharmònica de Berlín amb Wilhelm Furtwängler, però també Vladimir Horowitz, Erich Kleiber, Otto Klemperer, Arthur Rubinstein, Artur Schnabel i Bruno Walter. Va guardar meticulosament un registre de totes les visites al concert, de manera que va poder recapitular la qualitat i l'ambient dels esdeveniments en qualsevol moment, fins i tot durant la vellesa.
Després de la transferència del poder als nacionalsocialistes a finals de gener de 1933, al seu pare se li va prohibir treballar i va morir només vuit mesos després. El 1955 es va casar amb Walter May, un director d'operacions de Colònia que havia emigrat d'Alemanya. Amb ell va tenir dos fills, el filòsof Simon May, que més tard va treballar al "King's College" de Londres, i el posteriorment violoncel·lista Marius May. El seu cunyat, el doctor Edward May de Highgate, era un conegut violoncel·lista amateur. El seu marit, que el 1938 dirigia una fàbrica a Cardiff, va morir ja el 1963. Els seus dos fills es van haver de criar principalment sols.

## Formació
El violoncel·lista Gregor Piatigorsky li va recomanar que estudiés amb Josef Wolfsthal. Nou mesos després de la primerenca mort de Wolfsthal, va ser tutelada per Max Rostal a partir del 1931. Volia preparar -la per un any per estudiar a la Universitat de Música, on treballava ell mateix. Va avançar molt bé a classe i va poder actuar a l'emissora alemanya de Berlín.
Després del lliurament del poder als nacionalsocialistes i la seva marginació de la minoria jueva, el seu professor de violí Rostal, que va ensenyar tres membres del quartet Amadeus, va emigrar a Gran Bretanya. Marianne Liedtke també va veure trencats els seus plans artístics i professionals a Alemanya. Per tant, va considerar emigrar a una metròpoli cultural com la capital francesa, però després va decidir seguir el seu professor Rostal a Londres el 1934.
Va viure en una pensió amb el violinista Lilo Kantorowicz (mort el 3 de juny de 2013) i la violoncel·lista Eva Heinitz (1907-2001). Allà va ensenyar alemany a nens anglesos i va fer classes de violí. Al mateix temps, va prendre classes de violí de Max Rostal fins al 1936. Juntament amb la seva companya de pis, la violoncel·lista Eva Heinitz i el pianista Peter Gellhorn (1912-2004), Marianne Liedtke va formar un trio i va actuar. El 1936 també va actuar com a duo amb Gellhorn. Durant el període de validesa del passaport alemany, va poder viatjar regularment a Alemanya fins al 1938, després del qual ja no va ser possible.
El metge i violoncel·lista aficionat Edward May, que havia fugit d'Alemanya, va convidar els estudiants de Max Rostal i altres refugiats a les nits musicals. Com a resultat, Liedtke va aparèixer en públic amb Norbert Brainin, el pianista austríac Paul Hamburger i el violinista Siegmund Nissel (1922-2008), que també venia d'Àustria. Va fer vetllades de música de cambra per a residents benestants de la capital britànica, per exemple amb l'escultor de Nova York Jacob Epstein (1880-1959), per a qui va tocar peces que estudiava. Es va rebre dels britànics a través dels seus esforços i amb el suport de britànics destacats i dels quàquers Ministeri de l'Interior, tant un permís de treball permanent com un permís de residència sense restriccions. A més dels seus estudis, va poder establir contactes creixents amb músics britànics.

## Carrera
El gener de 1939 participava en un "Recital de violí", acompanyada de Gerald Moore, amb obres de Franck i Mozart a l'escenari del "Wigmore Hall". En el conjunt de cambra sota la direcció de Walter Goehr va ser la concertista.
La permanència massa llarga en una de les nits del concert la va portar a una cel·la de la presó durant una nit a causa del toc de queda degut a la guerra i al seu estat de residència com a alienígena enemiga, per la qual cosa més tard es va disculpar. Aquella mateixa nit, el seu allotjament a Belsize Park va ser afectat directament per la Força Aèria Alemanya. És possible que la presó a curt termini li hagi salvat la vida. A causa de la pèrdua de totes les seves pertinences, va haver de reorganitzar-se i equipar-se completament.
El 1939 va conèixer el ministre de Relacions Exteriors txec, Jan Masaryk. Com a resultat, en lloc de Marie Hlouňová (1912-2006), es va convertir en membre del recentment fundat Czech Trio amb Walter Süsskind (1913-1980) al piano i Karel Horitz (1913-1990) al violoncel. El govern txec a l'exili a Londres, que havia suggerit la formació del trio, va pagar les taxes dels músics. Els companys van creure oportú donar-li un nom d'artista que semblés txec, perquè després de l'ocupació de Txecoslovàquia per la Wehrmacht alemanya i els atacs aeris contra Anglaterra, un nom alemany no sonava bé. Així és com Marianne Liedtke es va convertir en la futura Maria Lidka. L'agència londinenca "Ibbs & Tillett" va promocionar el trio. El desembre de 1940 la BBC el va signar per a les emissions de ràdio i enregistraments d'estudi. Entre octubre de 1939 i abril de 1946 hi va haver concerts diaris a la "National Gallery" en els quals Lidka va participar en diversos conjunts, inclòs amb Benjamin Britten. Sovint era l'única alemanya, però també actuava amb altres refugiats que havien fugit de la persecució nazi.
Des del 1939 i després de la Segona Guerra Mundial, va interpretar obres dels compositors britànics contemporanis Richard Rodney Bennett, Benjamin Britten, Peter Racine Fricker i Michael Tippett juntament amb talentosos instrumentistes britànics. Des del 1943 treballà al conjunt barroc de Karl Haas (1900-1970). El duo i els socis del trio van incloure Benjamin Britten, Max Rostal, Peter Stadlen i Gerald Moore. Des del 1944 participà en els concerts de "Boosey & Hawkes" amb música contemporània. Va ser concertina de la Morley College Orchestra i del String Ensemble sota la direcció de Michael Tippett. El 1944 es va fundar el London String Trio i durant molts anys va tocar el amb Watson Forbes (viola) i Vivian Joseph (violoncel), interpretant principalment composicions clàssiques.
El 1946 Lidka va viatjar a Berlín per visitar la seva família. Va realitzat gires de concerts com a solista a Alemanya, França, els Països Baixos i Suïssa. Després de la introducció del tercer programa de la BBC, s'hi escoltava regularment com a músic de cambra o solista. Als anys 50 va ser convidada als cursos d'estiu de Darmstadt.
Va tocar a l'estrena de la Sonata en sol major de Franz Reizenstein al "Wigmore Hall" de Londres. El 1950 va tocar amb Margaret Kitchin (1914-2008) a l'estrena de la sonata per a violí de Fricker. El 1951 Fricker va escriure el seu primer concert per a violí (Concert per a violí núm. 1, op. 11, interpretat en directe el 1951 i estrenat a la BBC), que va dedicar a Lidka. Va rebre el premi "Arts Council Festival of Britain". La va tocar a l'estrena amb la London National Orchestra sota la direcció de Walter Goehr i als "Proms Concerts" anuals amb la BBC Symphony Orchestra sota la direcció de Malcolm Sargent. El 1953 va tocar el solo de violí al Festival d'Edimburg en l'estrena de la Fantasia Concertante de Tippett sobre un tema d'Arcangelo Corelli. El 1953 va tocar Les variacions d'Iain Hamilton per a violí sol i el 1954 el concert de John Joubert al Festival de York sota la direcció de John Hopkins (1927-2013). El mateix any va ser ella qui va presentar per primera vegada al públic la Sonata per a violí sol de Boris Blacher. El 1959, Lidka va formar un trio amb Franz Reizenstein i Derek Simpson (1928-2007), després Simpson va ser succeït per Christopher Bunting (1924-2005). El 1960 va tocar amb Otto Freudenthal (1934-2015) va interpretar totes les sonates de Beethoven amb motiu del Festival de York. Tots dos també han interpretat dues sonates de Béla Bartók i Phantasy for Violin with Piano Accompaniment (1949) d'Arnold Schönberg.
A finals dels anys seixanta va formar un duo basat en els clàssics vienesos amb Peter Wallfisch (1924–1993), que també va interpretar obres de Béla Bartók, Leoš Janáček, Kenneth Leighton Franz Reizenstein i Mátyás Seiber. Wallfisch va ser la seva parella de duo durant més de vint anys, amb qui va interpretar, per exemple, el cicle de sonata per a piano i violí de Ludwig van Beethoven. Un altre company de duo va ser el pianista Richard Greenwood († 27 de desembre de 2007), amb qui va actuar durant diversos anys. Francis Routh (nascut el 15 de gener de 1927) li va dedicar el seu Duo op.12, estrenat el 1967, i el Diàleg per a violí i orquestra op.16; Interpretada per primera vegada el 1968. Franz Reizenstein li va dedicar la seva Sonata per a violí i piano, Op. 20.
"The Times" va caracteritzar el seu estil per "serietat, energia i un to càlid però finament dibuixat". "The Telegraph" va resumir que Lidka va aparèixer durant anys a totes les estrenes importants amb la participació del violí: "Durant molts anys, va donar totes les estrenes importants del violí".

Durant trenta anys (1955 al 1985), Maria Lidka va ensenyar violí al Royal College of Music de Londres. També va aparèixer com a música independent. Entre els seus estudiants hi ha Eri Konii i Helge Slaatto. Va tocar un "Willemotte Stradivarius del 1734", que va adquirir el 1955, fins que va ser vella, i va morir als 99 anys.